# Empreinte énergétique
L'empreinte énergétique est l'impact laissé sur l'ensemble des ressources énergétiques par une personne ou un groupement quelconque de personnes ou par un type de construction ou une forme d'urbanisme. C'est l'une des dimensions de l'empreinte écologique et elle est partiellement reliée à l'empreinte eau et à l'empreinte carbone, à prendre en compte dans l'analyse du cycle de vie.
C'est le pendant au niveau « énergie » de l'empreinte écologique et de la même manière que certains proposent des constructions positives en biodiversité, il existe un concept de construction positive en énergie positive.

## Programmes de réduction de l'empreinte énergétique
Différents programmes nationaux ou internationaux existent afin de réduire ou au moins contrôler l'empreinte énergétique pour certains produits ou services.

### Dans le domaine Informatique
Le label américain Energy Star est destiné à réduire la consommation générale des équipements informatiques.